# Метьюэн, Энтони Джон, 6-й барон Метьюэн
Энтони Джон Метьюэн, 6-й барон Метьюэн (англ. John Methuen, 6th Baron Methuen; 26 октября 1925 — 24 августа 1994) — британский пэр, деятель Министерства авиации Великобритании и геодезист.

## Биография
Джон Метьюэн — второй сын лорда Энтони Метьюэна, 5-го барона Метьюэна, архитектора, и Грейс Дёрнинг Холт, дочери баронета Ричарда Дёрнинг Холта, политика и бизнесмена. Обучался в начальной школе Уэст-Даунс, Винчестерском колледже и Королевском сельскохозяйственном колледже в Сайренсестере (Глостершир). Во время Второй мировой войны служил в полку Шотландской гвардии и Королевском корпусе связи. В 1951—1962 годах работал в Министерстве авиации. Член Королевского института дипломированных землемеров (англ. Royal Institution of Chartered Surveyors). Титул барона принял в июне 1975 года после кончины отца.
В браке не состоял, детей не было. Умер в августе 1994 года на 69-м году жизни, титул барона перешёл к его младшему брату Роберту, 7-му барону Метьюэну.